# Trilogy (альбом Ингви Мальмстина)
Trilogy (рус. «Трилогия») — третий студийный альбом шведского гитариста-виртуоза Ингви Мальмстина, выпущенный в 1986 году на американском лейбле Polydor Records.

## Об альбоме
В 1988 году был выпущен на виниловой пластинке в СССР фирмой «Мелодия». Является одним из немногих и первых зарубежных хэви-метал-альбомов того времени, выпуск которых был официально разрешен на территории СССР. В 1989 году Ингви Мальмстин впервые посетил СССР с туром "Live in Leningrad: Trial By Fire".
Данный альбом посвящён памяти премьер-министра Швеции Улофа Пальме, застреленного в Стокгольме 26 февраля 1986 года.
Trilogy — первый студийный альбом с новым вокалистом Марком Боалсом, сменившим Джеффа Сото. До того, Боалс был участником группы Savoy Brown (1982—1983). В дальнейшем, Боалс будет участвовать при записи альбомов Alchemy (1999) и War to End All Wars (2000).
Пластинка заняла 18-е место в шведских и 60-е в голландских чартах. Кроме того, в американском Billboard 200 альбом попал на 44-ю позицию. В качестве синглов выпущены композиции You Don’t Remember, I’ll Never Forget, Fire и Crying.

## Список композиций и перевод их названий
Все тексты и музыка написаны Ингви Мальмстином. Композиции № 4 и 9 — инструментальные.
| №                   | Название                                                                          | Длительность |
| ------------------- | --------------------------------------------------------------------------------- | ------------ |
| 1.                  | «You Don't Remember, I'll Never Forget (рус. Ты не помнишь, я никогда не забуду)» | 4:29         |
| 2.                  | «Liar (рус. Лжец)»                                                                | 4:07         |
| 3.                  | «Queen in Love (рус. Влюбленная королева)»                                        | 4:02         |
| 4.                  | «Crying (рус. Плач)»                                                              | 5:01         |
| 5.                  | «Fury (рус. Ярость)»                                                              | 3:54         |
| 6.                  | «Fire (рус. Огонь)»                                                               | 4:09         |
| 7.                  | «Magic Mirror (рус. Волшебное зеркало)»                                           | 3:51         |
| 8.                  | «Dark Ages (рус. Мрачные времена)»                                                | 3:54         |
| 9.                  | «Trilogy Suite, Op. 5 (рус. Трилогия, сюита, соч. 5)»                             | 7:13         |
| Общая длительность: | Общая длительность:                                                               | 40:40        |

## Участники записи
- Марк Боалс — вокал;
- Ингви Мальмстин — электрогитара, бас-гитара, Taurus Bass Pedals;
- Йенс Юханссон — клавишные;
- Андерс Юханссон — ударные.
- Ингви Мальмстин — продюсер;
- Рики ДеЛена — звукоинженер, миксинг;
- Джимми Хойсон — ассистент звукоинженера.

## Кавер-версии песен
- Шведская хэви-метал группа Black Rose в 1993 году записала кавер-версию песни You Don’t Remember, I’ll Never Forget[2]. Кавер вошёл на 2-е демо группы Covers Up (1993).
- Итальянская пауэр-метал группа DGM в 2001 году выпустила кавер на песню You Don’t Remember, I’ll Never Forget, кавер вошёл в японскую версию 3-го альбома Dreamland (2001).
- Итальянская пауэр-метал группа Labyrinth в 2010 году выпустила кавер-версию песни You Don’t Remember, I’ll Never Forget, которая вошла на японскую версию альбома Return to Heaven Denied Pt. II — «A Midnight Autumn’s Dream» и была издана ещё раз, годом позже, в 2011-м, для компиляции As Time Goes By….
- Швейцарский гитарист Роджер Стаффелбах в рамках своего проекта Roger Staffelbach's Angel of Eden в 2007 году записал кавер на You Don’t Remember, I’ll Never Forget для японской версии альбома The End of Never.